# Henri Vieuxtemps
Henri François Joseph Vieuxtemps (Verviers, 17 de fevereiro de 1820 – Argel, 6 de junho de 1881) foi um compositor e violinista belga activo em França.

## Biografia
Vieuxtemps nasceu em Verviers, na Bélgica, filho de um tecelão e violinista amador e luthier de violinos Ele recebeu o seu primeiro violino de instrução do pai e lições de um professor local. Deu a sua primeira execução pública aos seis anos. Conheceu o violinista Charles de Bériot com quem iniciou os seus estudos. Em 1829, Bériot levou-o para Paris onde ele fez um bom concerto estreia. A digressão pela Alemanha, em 1833 trouxe amizade com Louis Spohr e Schumann.

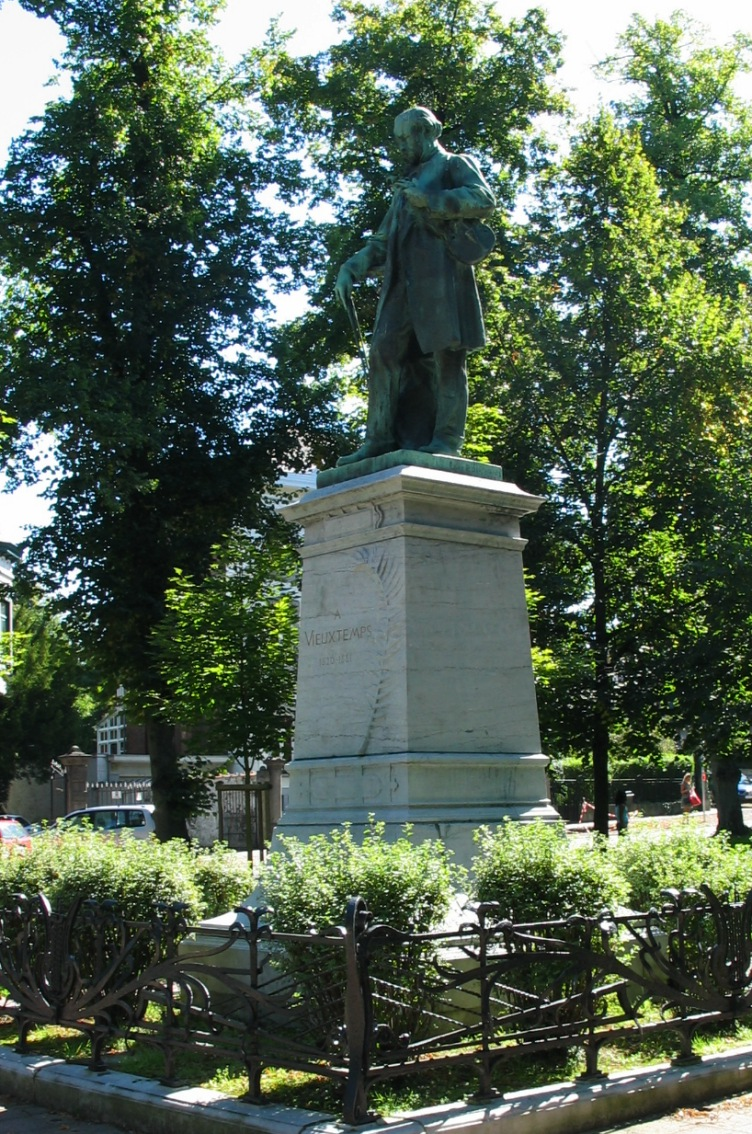
Memorial em Verviers.

## Lista de Obras

### Violino e Orquestra
- Concerto para violino No. 1 em mi maior, Op.10 (1840)
- Concerto para violino No. 2 em fá menor "Sauret", Op.19 (1836)
- Concerto para violino No. 3 em lá maior, Op.25 (1844)
- Concerto para violino No. 4 em ré menor, Op. 31 (c.1850)
- Concerto para violino No. 5 em lá menor "Le Grétry", Op.37 (1861)
- Concerto para violino No. 6 em sol maior, Op.47 (1865) (Op.1 póst.)
- Concerto para violino No. 7 em lá menor, Op.49 "À Jenő Hubay" (1870) (Op.3 póst.)
- Ballade e polonaise, Op.38 (c.1858)
- Fantasia appassionata, Op.35 (c.1860)
- Fantaisie-caprice, Op.11 (1838)
- Hommage à Paganini, Op.9 (1845?)
- Norma, Fantasia em sol, Op.18 (c.1845)

### Orquestral
- Concerto para violoncelo No. 1 em lá menor, Op.46 (1877)
- Concerto para violoncelo No. 2 em si menor, Op.50 (1879) (Op.4 póst.)
- Duo brilliant em lá maior para violino, violoncelo (ou viola) e orquestra ou Piano, Op.39 (1864?)
- Abertura (com o hino nacional belga) para coro e orquestra, Op.41 (1863)

### Violino e piano
- Air varié em ré maior (on a Theme from Bellini’s Il Pirata), Op.6 (c.1845)
- Allegro de concert, Op.59 (Op.13 póst.)
- Bouquet américain – 6 Variations sur mélodies populaires, Op.33 (c.1855)
- Chansons russes (1854?)
- 6 Divertissements d’amateurs (on Russian Themes), Op.24 (c.1850)
- Duo concertante No. 1 on Themes from Auber’s Le duc d’Olonne, Op.13 (c.1845)
- Duo concertante No. 2 on Themes from Weber’s Oberon, Op.14 (c.1845)
- Duo concertante No. 3 on Themes from Mozart’s Don Giovanni, Op.20 (c.1845)
- Duo concertante No. 4 on Themes from Meyerbeer’s L’étoile du nord, Op.23 (c.1845)
- Duo concertante No. 5 on Themes from Meyerbeer’s Le prophète, Op.26 (c.1850)
- Duos concertantes Nos. 6-12
- Élégie em fá Minor, Op.30 (?1854)
- Fantaisie slave, Op.27 (c.1850)
- Fantaisies brilliantes, Op.54 (Op.8 póst.)
- Fantasia on Themes from Gounod’s Faust (1870)
- 3 Fantasias on Themes from Verdi’s I lombardi, Ernani e Luisa Miller, Op. 29 (1854?)
- 3 Feuilles d’album, Op.40 (1864)
- Greeting to America, Op.56
- Impressions et réminiscences de Pologne, Op. 57 (Op.11 póst.)
- Introduction et Rondo em mi Major, Op.28 (c.1850)
- Les arpéges (Caprice) em ré maior para violino e piano or Orchestra (with violoncelo), Op.15 (c.1845)
- Ma marche funèbre, Op. 58 (Op.12 póst.)
- 3 Märchen, Op.34 (1859)
- 6 Morceaux de salon, Op.22 (1847?)
- 3 Morceaux de salon, Op.32 (c.1850)
- Old England, Caprice on 16th- e 17th-Century English Airs, Op.42 (1866)
- 3 Romances sans paroles, Op.7 (1841)
- 4 Romances sans paroles, Op.8 (c.1845)
- Salut à América para violino e Piano, Op.56 (Op.10 póst.)
- Souvenir d’Amérique – Variations burlesques sur Yankee Doodle, Op.17 (1844)
- Souvenir de Russie (Fantasie), Op.21 (c.1845)
- Suite em si Minor, Op.43 (1871)
- violino Sonata em ré Major, Op.12 (c.1845)
- Voies de cœurs, 6 pièces, Op.53 (Op.7 póst.)
- Voix intimes, 6 pensées melodiques, Op. 45 (1876)

### Violino Solo
- Divertissement
- 36 Études, Op.48 (Op.2 póst.)
- 6 Études de concert, Op.16 (c.1845)
- Cadenzas to Beethoven’s Concerto para violino
- 6 Morceaux suivis d’un capriccio, Op.61 (Op.15 póst.)

### Viola
- Capriccio em dó menor "Hommage à Paganini" para Viola Solo, Op.55 (Op.9 póst.)
- Élégie em fá menor para Viola (or violoncelo) e Piano, Op.30 (?1854)
- Étude em dó menor para Viola Solo
- Sonate inachevée em si maior (Allegro e Scherzo) para Viola e Piano, Op.60 (Op.14 póst.)
- Viola Sonata em si Major, Op.36 (1863)
- Sonata para Viola e Piano Op.108 (Transcrição do quinteto para clarinete e cordas de Mozart)

### Câmara
- Félicien-César David’s Le Desert: La Nuit (1844)
- Mozart Clarinet Quintet
- piano Trio on Themes from Meyerbeer’s L’Africaine
- Quarteto de cordas No. 1 em mi Minor, Op.44 (1871)
- Quarteto de cordas No. 2 em dó Major, Op. 51 (Op.5 póst.)
- Quarteto de cordas No. 3 em si Major, Op.52 (Op.6 póst.)

## Lista de Obras

### Obras com número de Opus
Op.1 ~ Op.5 not used
- Op.6 – Air varié em ré maior (on a Theme from Bellini’s Il Pirata) para violino e piano (c.1845)
- Op.7 – 3 Romances sans paroles para violino e piano (1841)
- Op.8 – 4 Romances sans paroles para violino e piano (c.1845)
- Op.9 – Hommage à Paganini para violino e Orchestra or piano (1845?)
- Op.10 – Concerto para violino No. 1 em mi maior (1840)
- Op.11 – Fantaisie-caprice para violino e Orchestra or piano (1838)
- Op.12 – violino Sonata em ré maior (c.1845)
- Op.13 – Duo concertante No. 1 on Themes from Auber’s Le duc d’Olonne para violino e piano (c.1845)
- Op.14 – Duo concertante No. 2 on Themes from Weber’s Oberon para violino e piano (c.1845)
- Op.15 – Les arpéges (Caprice) em ré maior para violino e piano or Orchestra (with violoncelo) (c.1845)
- Op.16 – 6 Études de concert para violino Solo (c.1845)
- Op.17 – Souvenir d’Amérique – Variations burlesques sur Yankee Doodle para violino e piano (1844)
- Op.18 – Norma, Fantasia on the sol String para violino e Orchestra or piano (c.1845)
- Op.19 – Concerto para violino No. 2 em fá menor "Sauret" (1836)
- Op.20 – Duo concertante No. 3 on Themes from Mozart’s Don Giovanni para violino e piano (c.1845)
- Op.21 – Souvenir de Russie (Fantasie) para violino e piano (c.1845)
- Op.22 – 6 Morceaux de salon para violino e piano (1847?)
- Op.23 – Duo concertante No. 4 on Themes from Meyerbeer’s L’étoile du nord para violino e piano (c.1845)
- Op.24 – 6 Divertissements d’amateurs (sobre temas russos) para violino e piano (c.1850)
- Op.25 – Concerto para violino No. 3 em lá maior (1844)
- Op.26 – Duo concertante No. 5 on Themes from Meyerbeer’s Le prophète para violino e piano (c.1850)
- Op.27 – Fantaisie slave para violino e piano (c.1850)
- Op.28 – Introduction et Rondo em mi maior para violino e piano (c.1850)
- Op.29 – 3 Fantasias on Themes from Verdi’s I lombardi, Ernani e Luisa Miller para violino e piano (1854?)
- Op.30 – Élégie em fá menor para Viola (or violoncelo or Violin) e piano (?1854)
- Op.31 – Concerto para violino No. 4 em ré menor (c.1850)
- Op.32 – 3 Morceaux de salon para violino e piano (c.1850)
- Op.33 – Bouquet américain – 6 Variations sur mélodies populaires para violino e piano (c.1855)
- Op.34 – 3 Märchen para violino e piano (1859)
- Op.35 – Fantasia appassionata para violino e Orchestra or piano (c.1860)
- Op.36 – Viola Sonata em si maior (1863)
- Op.37 – Concerto para violino No. 5 em lá menor "Le Grétry" (1861)
- Op.38 – Ballade et polonaise para violino e Orchestra or piano (c.1858)
- Op.39 – Duo brilliant em lá maior para Violin, violoncelo (or Viola) e Orchestra or piano (1864?)
- Op.40 – 3 Feuilles d’album para violino e piano (1864)
- Op.41 – Abertura (com o hino nacional belga) para coro e orquestra (1863)
- Op.42 – Old England, Capricho sobre árias inglesas dos séculos XVI e XVII para violino e piano (1866)
- Op.43 – Suite em si menor para violino e piano (1871)
- Op.44 – Quarteto de cordas No. 1 em mi menor (1871)
- Op.45 – Voix intimes, 6 pensées melodiques, para violino e piano (1876)
- Op.46 – Concerto para violoncelo No. 1 em lá menor (1877)
- Op.47 – Concerto para violino No. 6 em sol maior (1865) (Op.1 póst.)
- Op.48 – 36 Études para violino Solo (Op.2 póst.)
- Op.49 – Concerto para violino No. 7 em lá menor "À Jenő Hubay" (1870) (Op.3 póst.)
- Op.50 – Concerto para violoncelo No. 2 em si menor (1879) (Op.4 póst.)
- Op.51 – Quarteto de cordas No. 2 em dó maior (Op.5 póst.)
- Op.52 – Quarteto de cordas No. 3 em si maior (Op.6 póst.)
- Op.53 – Voies de cœurs, 6 Pièces para violino e piano (Op.7 póst.)
- Op.54 – Fantaisies brilliantes para violino e piano (Op.8 póst.)
- Op.55 – Capriccio em dó menor "Hommage à Paganini" para viola solo (Op.9 póst.)
- Op.56 – Salut à América para violino e piano (Op.10 póst.)
- Op.57 – Impressions et réminiscences de Pologne para violino e piano (Op.11 póst.)
- Op.58 – Ma marche funèbre para violino e piano (Op.12 póst.)
- Op.59 – Allegro de concert para violino e piano (Op.13 póst.)
- Op.60 – Sonate inachevée em si maior (Allegro e Scherzo) para viola e piano (Op.14 póst.)
- Op.61 – 6 Morceaux suivis d’un capriccio para violino Solo (Op.15 póst.)

### Obras sem número de Opus
- Cadenzas to Beethoven’s Concerto para violino
- Chansons russes para violino e piano (1854?)
- Divertissement para violino Solo
- Duos concertantes Nos. 6-12 para violino e Piano
- Étude em dó menor para Viola Solo
- Fantasia on Themes from Gounod’s Faust para violino e piano (1870)
- Félicien-César David’s Le Desert: La Nuit (1844)
- Mozart Clarinet Quintet
- piano Trio on Themes from Meyerbeer’s L’Africaine